# Болије (Калвадос)
Болије (фр. Beaulieu) насеље је и општина у северној Француској у региону Доња Нормандија, у департману Калвадос која припада префектури Вир.
По подацима из 2011. године у општини је живело 176 становника, а густина насељености је износила 55,87 становника/km². Општина се простире на површини од 3,15 km². Налази се на средњој надморској висини од 150 метара (максималној 175 m, а минималној 110 m).

## Демографија
| 1962. | 1968. | 1975. | 1982. | 1990. | 1999. | 2011. |
| ----- | ----- | ----- | ----- | ----- | ----- | ----- |
| 121   | 127   | 116   | 128   | 150   | 143   | 176   |

График промене броја становника у току последњих година